# نوستكانيات
النوستكانيات (الاسم العلمي: Nostocophycideae) هي صنف من البكتيريا تتبع طائفة الزراقم شعبة البكتيريا الزرقاء.

## رتب
- نوستكيات